# Atezolizumab
Atezolizumab es un medicamento que pertenece a la familia de los anticuerpos monoclonales. Se ha sintetizado mediante técnicas de ingeniería genética y va dirigido contra la proteína PD-L1 (receptor de muerte programada 1).  Está indicado para el tratamiento de determinados casos de cáncer de pulmón y cáncer del tracto urinario. Se vende con el nombre comercial de Tecentriq.

## Mecanismo de acción
El incremento de la expresión de PD-L1 es uno de los mecanismos que permiten a los tumores malignos escapar del ataque del sistema inmunitario. En algunos tipos de cáncer como el carcinoma renal, los niveles de expresión de PD-L1 se correlacionan con la agresividad del mismo.  Atezolizumab es un anticuerpo monoclonal que bloquea los antígenos PD-L1 de las células cancerígenas y evita que ejerzan un efecto inhibidor sobre el sistema inmunitario, impidiendo su unión a los PD-1 del linfocito T.

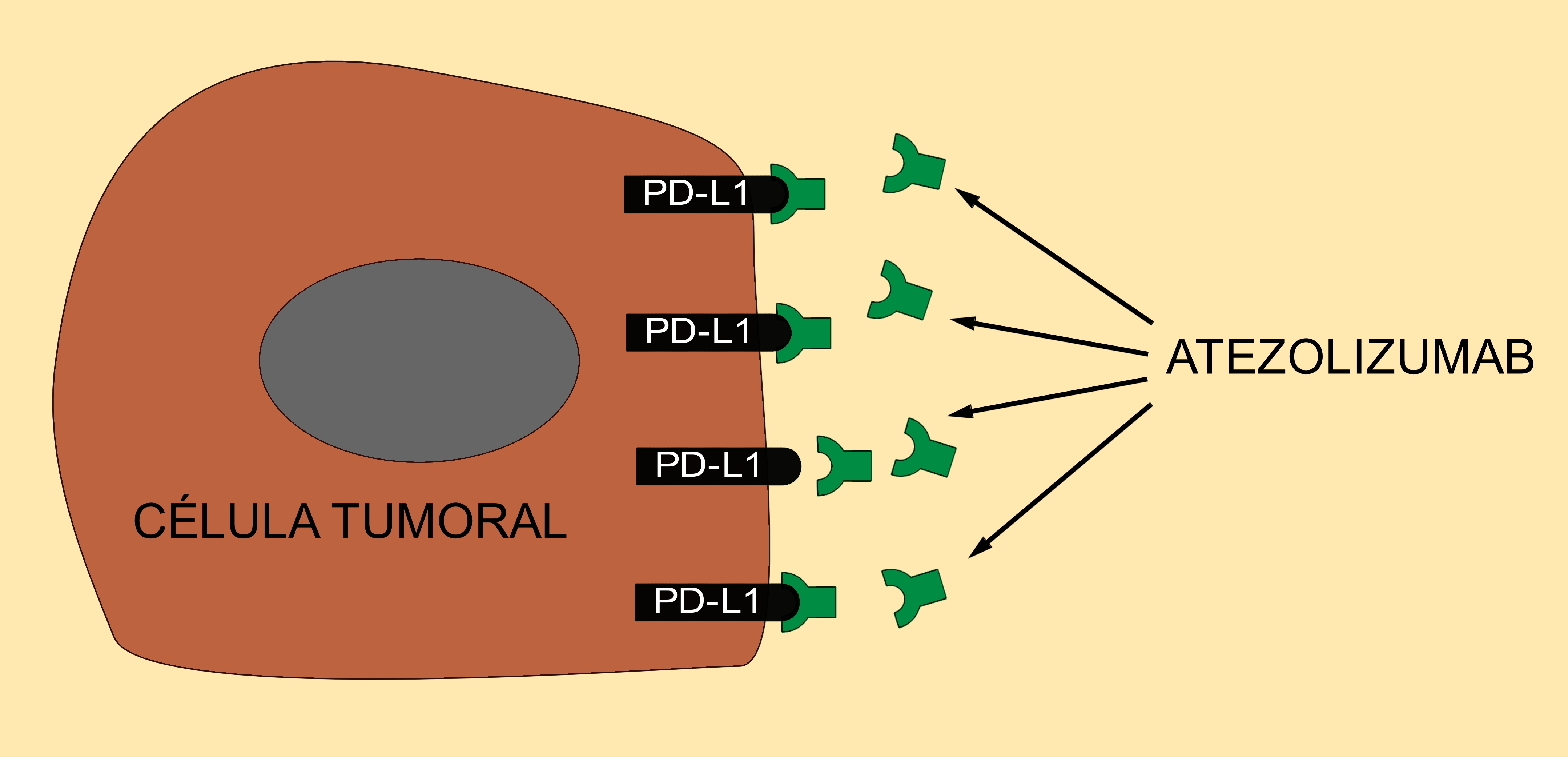

## Efectos secundarios
Los más frecuentes son perdida de apetito, diarrea, náuseas, vómitos, sensación de asfixia (disnea), fiebre, dolor en las articulaciones, cansanció y picor en la piel. En ocasiones se han observado reacciones adversas de mayor gravedad que incluyen neumonitis, meningitis, pancreatitis, hipotiroidismo, hipertiroidismo, hepatitis, diabetes mellitus, insuficiencia suprarrenal y síndrome de Guillain-Barré.